# Cacatoès nasique
Cacatua tenuirostris
Espèce
Répartition géographique
Statut de conservation UICN

 LC  : Préoccupation mineure
Statut CITES
Le Cacatoès nasique (Cacatua tenuirostris) est une espèce d'oiseau de l'ordre des Psittaciformes et de la famille des Cacatuidae originaire d'Australie.

## Description
Il mesure 37 à 40 cm de long, a une envergure de 60 cm et une masse moyenne de 640 g (valeurs extrêmes de 500 et 650 g).
Il est de couleur blanche, y compris le bec, avec du rose sur la face et le front. Il a des plumes légèrement roses sur le cou et le ventre et du jaune à la face inférieure de la queue et des ailes. Il a une huppe très réduite pas toujours visible, une queue courte et surtout une mandibule supérieure très longue. Celle des immatures est plus courte.

## Distribution et habitat
On le trouve dans le sud-est de l'Australie depuis l'ouest de l'État de Victoria jusqu'au sud de la Nouvelle-Galles du Sud. On le trouve également dans le Sud-Ouest de l'Australie, notamment à Perth où il est très fréquent de le voir dans les parcs publics.
On le trouve dans les bois, les savanes, les prairies, les cultures et les parcs urbains.

## Alimentation
Il se nourrit de graines, de bulbes, d'herbes et surtout de céréales. Il mange aussi des insectes.

## Reproduction
Le Cacatoès nasique vit en couples. Il s'installe dans le creux d'un tronc d'eucalyptus où la femelle pond 2 ou 3 œufs, quelquefois 4. Les deux parents couvent 24 ou 25 jours et élèvent les petits qui demeurent environ 8 semaines dans le nid.

## Animaux de compagnie
Ce sont des animaux de compagnie très appréciés en Australie à cause de leur capacité à répéter les mots et des phrases. Ils sont considérés comme les meilleurs oiseaux parleurs d'Australie et l'un des meilleurs au monde.